# Mesocnemis
Mesocnemis é um género de libelinha da família Platycnemididae.
Este género contém as seguintes espécies:
- Mesocnemis dupuyi Legrand, 1982
- Mesocnemis robusta (Selys, 1886)
- Mesocnemis saralisa Dijkstra, 2008
- Mesocnemis singularis Karsch, 1891
- Mesocnemis tisi Lempert, 1992